# Hreljin (Słowenia)
Hreljin – wieś w Słowenii, w gminie Kočevje. W 2018 roku pozostawała niezamieszkana.